# Lateristachys
Lateristachys, biljni rod paprati u porodici Lycopodiaceae smješten u potporodicu Lycopodielloideae. Priznate su tri vrste sa Filipina, Novog Zelanda, i Australije.. 
Neki izvori ne priznaju ovaj rod, i  njegove vrste svrstavaju u Lycopodiella,

## Vrste
1. Lateristachys diffusa (R.Br.) Holub
2. Lateristachys halconensis (Copel.) Holub
3. Lateristachys lateralis (R.Br.) Holub